# Kiriakos Jerondopulos
Kiriakos (Akis) Jerondopulos (gr. Κυριάκος (Άκης) Γεροντόπουλος; ur. 5 marca 1956 w Aleksandropolis) – grecki polityk, lekarz i urzędnik państwowy, poseł do Parlamentu Europejskiego II kadencji, parlamentarzysta krajowy, wiceminister spraw zagranicznych.

## Życiorys
W 1981 ukończył studia medyczne na Uniwersytecie Narodowym im. Kapodistriasa w Atenach. Należał do zarządu krajowej unii studentów, a także władz stowarzyszenia studentów medycyny tej uczelni. W 1993 uzyskał specjalizację z patologii sądowej, w tym samym roku obronił na macierzystym uniwersytecie doktorat dotyczący śmierci związanych z narkotykami. Następnie od 1994 pracował na stanowiskach naukowych i klinicznych, a także prowadził prywatną praktykę w zakresie patologii sądowej.
Zaangażował się w działania w ramach Nowej Demokracji. Znalazł się w gronie założycieli partyjnej młodzieżówki ONNED, od 1982 do 1984 należał do komitetu sterującego. W 1984 uzyskał mandat posła do Parlamentu Europejskiego. Przystąpił do Europejskiej Partii Ludowej, należał m.in. do Komisji ds. Gospodarczych i Walutowych oraz Polityki Przemysłowej, Komisji ds. Polityki Regionalnej i Planowania Regionalnego oraz Delegacji ds. stosunków z Kanadą. Z fotela europosła zrezygnował tuż przed końcem kadencji 22 czerwca 1989, pozostał on nieobsadzony.
Uzyskał wówczas mandat w Parlamencie Hellenów, utrzymał go też po wyborach w listopadzie 1989 i kwietniu 1990 (zrezygnował z fotela posła we wrześniu 1993, tuż przed końcem kadencji). W 1993 bezskutecznie ubiegał się o reelekcję z ramienia nowo powstałego ugrupowania Wiosna Polityczna, od 1993 do 1999 był w niej rzecznikiem prasowym i członkiem komitetu politycznego. W 2000 powrócił do Nowej Demokracji, został w niej m.in. sekretarzem ds. społecznych (2000–2004). W latach 2007–2009 i 2012–2014 ponownie zasiadał w krajowym parlamencie, od 2010 sprawował funkcję zastępcy rzecznika prasowego partii i członka jej zarządu. Od czerwca 2013 do stycznia 2015 pozostawał wiceministrem spraw zagranicznych, odpowiedzialnym m.in. za relacje z kościołami oraz sprawy środowiska i kultury.
Odznaczony m.in. Orderem Narodowym Zasługi Malty (2014).